# Takeo (ort)
Takeo är en ort i Kambodja.   Den ligger i provinsen Takeo, i den södra delen av landet, 70 km söder om huvudstaden Phnom Penh. Takeo ligger 9 meter över havet och antalet invånare är 39 186.
Terrängen runt Takeo är mycket platt. Runt Takeo är det tätbefolkat, med 308 invånare per kvadratkilometer. Närmaste större samhälle är Takeo, 0,88 km norr om Takeo. Trakten runt Takeo består till största delen av jordbruksmark.